# Horst Tietz
Horst Tietz   (Hamburg, 11 de març de 1921 - Hannover, 28 de gener de 2012) va ser un matemàtic alemany.

## Vida i obra
Tietz va néixer a Hamburg on el seu pare tenia un pròsper negoci de fusta. La família del seu pare era jueva i la Gran Depressió va fer que el negoci tingués dificultats. Després d'acabar els estudis secundaris el 1939, va poder començar els estudis universitaris a Berlín i a la universitat d'Hamburg, gràcies a un permís especial per ser jueu però fill d'un combatent de la Primera Guerra Mundial. Aquest permís, però, només va durar un any i només va poder seguir els seus estudis de forma clandestina gràcies als seus professors Erich Hecke i Hans Zassenhaus, que eren coneguts per les seva poca simpatia per la ideologia nazi.

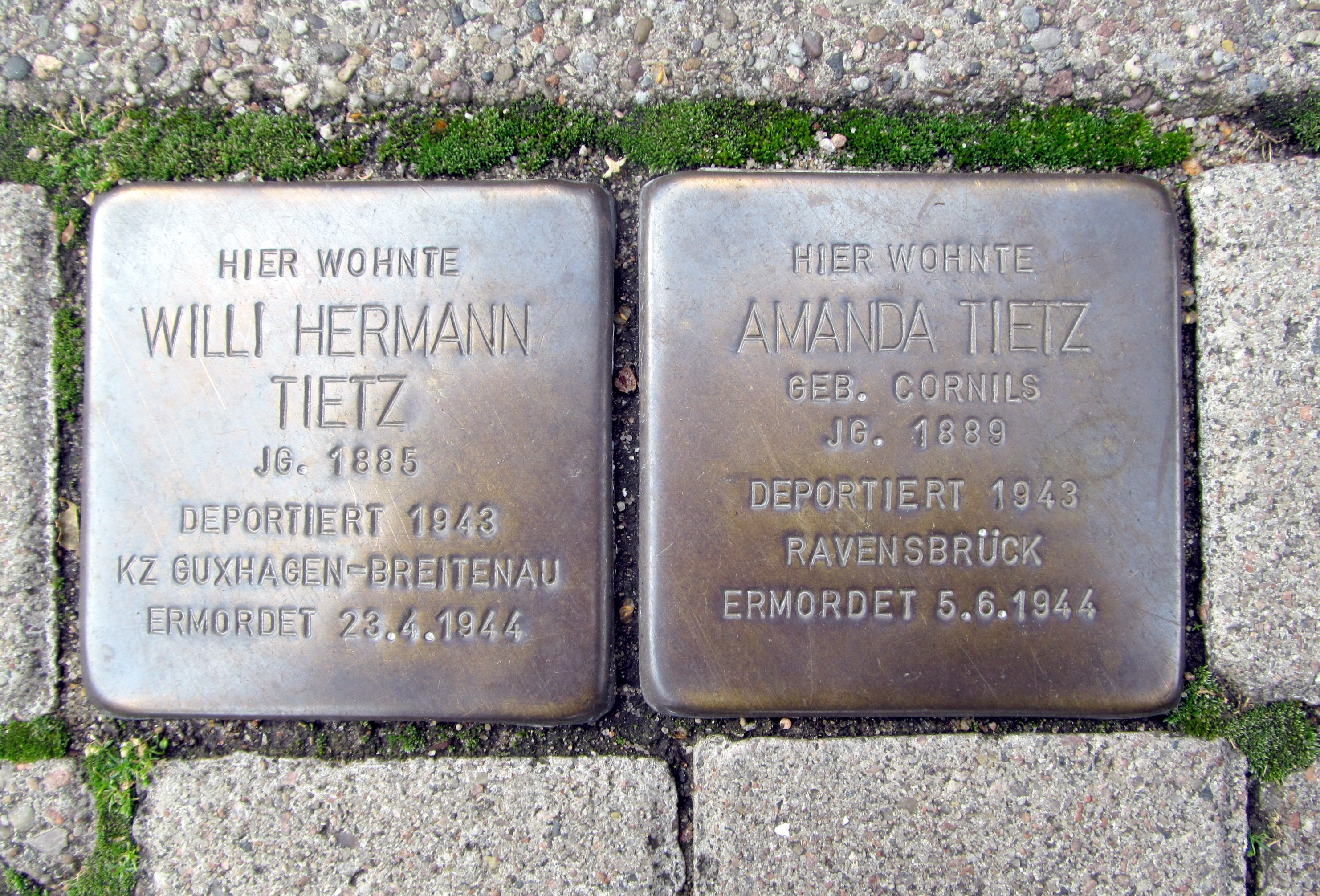
Llambordes commemoratives dels seus pares a la Ritterstrase num. 66 d'Hamburg.

El 1943, Zassenhaus el va advertir d'una denúncia i, a més, el bombardeig de l'estiu de 1943 a Hamburg, els va deixar sense casa ni negoci. La família va marxar a Marburg amb una recomanació de Hecke de contactar amb Kurt Reidemeister, però la vigilia de Nadal de 1943 la família va ser detinguda per la Gestapo. Després d'estar arrestats a la presó de Marburg, el març de 1944 van ser deportats al camp de concentració de Breitenau, a Guxhagen (Hesse), on van ser separats de la mare i on va morir el seu pare poc després. La seva mare, que no era jueva però es va negar a divorciar-se, va morir al camp de concentració de Ravensbrück. El propi Tietz va ser traslladat al camp de Ravensbrück, primer, i al de Buchenwald, després. Va ser alliberat el dotze d'abril de 1945, quan van arribar a aquest últim camp les tropes americanes. En els anys futurs, Tietz sempre va estar disposat a encetar una anàlisi crítica del passat nazi alemany.
Acabada la guerra, va reprendre els estudis a la universitat d'Hamburg, però el 1946 va passar a la universitat de Marburg on va ser assistent matemàtic del químic Erich Hückel a partir de 1947. Va obtenir el doctorat el 1950 defensant una tesi dirigida per Maximilian Krafft. Va ser professor de les universitats de Brunsvic (1951-1956) i de Münster (1951-1962), abans de ser nomenat professor titular de la universitat de Hannover en la qual va romandre la resta de la seva vida, havent passat a professor emèrit el 1990.
Els seus treballs més notables van ser en les aplicacions de l'anàlisi matemàtica. Va ser l'autor d'un popular llibre d'introducció a les matemàtiques per a enginyers, en dos volums, publicats els anys 1978 i 1979.